# ارولا
ارولا (به ایتالیایی: Erula) یک کومونه در ایتالیا است که در استان ساساری واقع شده‌است.

## خصوصیات
ارولا ۴۰٫۱ کیلومترمربع مساحت و ۸۰۷ نفر جمعیت دارد و ۴۵۷ متر بالاتر از سطح دریا واقع شده‌است.